# Tomáš Havránek (plavec)
Tomáš Havránek (* 13. června 1994, Praha) je český plavec, mnohonásobný mistr a rekordman České republiky.
Dlouholetý člen reprezentačního týmu ČR a účastník řady Mistrovství světa a Mistrovství Evropy i Světových univerziád.
Mistrovství Evropy Juniorů: MEJ Antwerpy 2012 - 9. místo
Mistrovství Evropy: ME Debrecen 2012 - 13. místo, ME Chartres 2012 - 22. místo, ME Herning 2013 - 20. místo, ME Berlin 2014 - 15. místo, ME London 2016 - 24. místo
Mistrovství světa: MS Barcelona 2013 - 26. místo, MS Windsor Kanada 2016 - 20. místo, MS Budapest 2017 - 26. místo
Letní světové univerziády: LSU Gwangju Korea 2015 - 19. místo, LSU Taipei Tchaj-wan 2017 - 20. místo, LSU Napoli Italie 2019 - 41. místo
Splnění B-limitů pro OH Londýn 2012 a Rio de Janeiro 2016

## Rekordy
Všechny rekordy drží za tým nebo s týmem Tělovýchovná jednota Bohemians Praha.

### 25 m bazén
Na trati 200 m polohový závod dne 15. prosince 2016 na Mistrovství České republiky dospělých v Plzni časem 1:57,04 min překonal osm let starý rekord po olympionikovi Tomáši Fučíkovi.
Dne 23. listopadu 2017 na Mistrovství České republiky dospělých v Plzni časem 1:56,50 min, čímž opět vylepšil vlastní český seniorský rekord.
Další české seniorské rekordy drží ve štafetě na 4 x 50 m polohový závod MIX dne 17. prosince 2016 na Mistrovství České republiky dospělých v Plzni časem 1:44,92 min (Havránek, Moravčíková, Novák, Kolářová).

### 50 m bazén
Ve štafetě 4 x 200 m volný způsob dne 14. července 2018 na Mistrovství České republiky dospělých v Praze – Podolí časem 7:29,92 min (Noll, Havránek, Hanzal, Novák).
Další štafeta 4 x 100 m volný způsob MIX dne 9. července 2017 na Mistrovství České republiky dospělých v Praze – Podolí časem 3:35,94 (Muselová, Kolářová, Novák, Havránek).

## Plavecká kariéra
Vyrůstal v Poděbradech a jeho plavecké začátky se odehrávaly v Nymburském plaveckém oddíle - Lokomotiva Nymburk.
Střední školu absolvoval v Praze na sportovním gymnáziu Přípotoční a přestoupil tak do oddílu TJ Bohemians Praha, pod trenéra Milana Moravce. 
V roce 2014 směřoval do Vysokoškolského sportovního centra na Strahov pod trenéra Jaroslava Strnada. Po dvou letech ho ve funkci trenéra vystřídal finalista Olympijských her Paolo Bossini a společně během čtyř let dokázali nejlepší výsledky jeho kariéry.